# キロメートル・ゼロ
『キロメートル・ゼロ』 （ 原題： km.0 ）は、2000年に製作されたスペインの映画。
日本では、2002年（第11回）東京国際レズビアン&ゲイ映画祭(7月31日)にて上映された。

## キャスト
- マルガ：コンチャ・ベラスコ
- ジェラール：ジョージ・コラフェイス
- ベンハミン：ミゲル・ガルシア・ボルダ